# 瑞藏维尼
瑞藏维尼（法語：Juzanvigny，法語發音：[ʒyzɑ̃viɲi]）是法国奥布省的一个市镇，属于奥布河畔巴尔区。

## 地理
瑞藏维尼（48°24'53"N, 4°35'20"E）面积7.64 平方千米，位于法国大東部大區奥布省，该省份为法国中北部省份，北起马恩省，西接塞纳-马恩省，西南至约讷省，东南至科多尔省，东临上马恩省。
与瑞藏维尼接壤的市镇（或旧市镇、城区）包括：布列讷堡、克雷斯皮莱纳、埃波泰蒙、迈济耶尔莱布列讷。

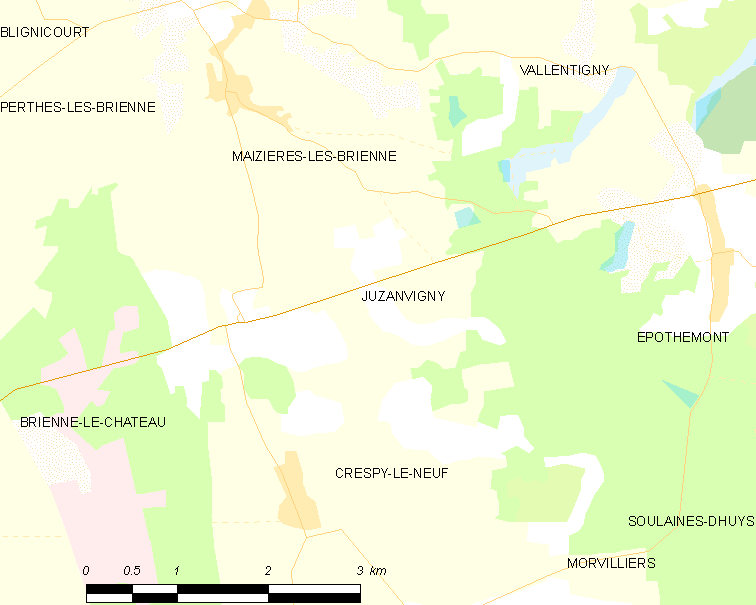
瑞藏维尼的OSM定位图

瑞藏维尼的时区为UTC+01:00、UTC+02:00（夏令时）。

## 行政
瑞藏维尼的邮政编码为10500，INSEE市镇编码为10184。

## 政治
瑞藏维尼所属的省级选区为奥布河畔巴尔县。

## 人口

1962-2008年间瑞藏维尼人口变化图示

瑞藏维尼于2022年1月1日时的人口数量为130人。